# Odontochrydium arabicum
Odontochrydium arabicum — вид ос з родини блискіток (Chrysididae). Описаний у 2022 році.

## Поширення
Вид поширений в Ємені, Омані та на південному заході Саудівської Аравії.

## Опис
Дрібні оси. Довжина тіла 5,2 мм. Довжина переднього крила 3,9 мм. Тіло темно-синє з фіолетовими та зеленими металевими відблисками; мезоскутальне серединне поле сітчасто-ямчасте, з двома товстими поздовжніми гребенями, що утворюють подовжену ямку між гребенями; метасомальні тергіти пунктовані безліччю великих ямок-пунктур. Верхівковий серединний зубець третього тергіту T3 довший або помітно довший за бічні; стерніти S1 і S2 з парою широко розставлених чорних плям, що примикають до латерального краю стернітів.